# Zdzisław Radulski
Zdzisław Edmund „Hrabia” Radulski (ur. 14 lutego 1937 roku w Radomiu) – polski sportowiec i działacz sportowy, nazywany ikoną lub legendą radomskiego sportu.

## Życiorys i kariera sportowa
Uczeń Szkoły Podstawowej im. Bolesława Prusa, a następnie Technikum Garbarskiego. W 1955 roku rozpoczął karierę sportową w sekcji bokserskiej RKS Broń Radom – klubie mistrza olimpijskiego Kazimierza Paździora, zdobywając po krótkiej serii treningów tytuł mistrza okręgu kielecko-radomskiego w wadze lekkopółśredniej. W latach 1957–1959 w czasie odbywania służby wojskowej czołowy zawodnik WKS Korona Kielce.
Po zakończeniu służby porzucił boks dla kulturystyki. W 1959 roku na jednym z pierwszych konkursów kulturystycznych w Radomiu zdobywca tytułu Mistera tego miasta. Związany przez wiele lat z Radomskimi Zakładami Przemysłu Skórzanego „Radoskór”, gdzie poza pracą zawodową stał się bliskim współpracownikiem kadry trenerskiej w zakresie odnowy biologicznej piłkarzy. Obok tych zajęć – po ukończeniu kursu w Warszawie – nauczyciel nauki pływania oraz wychowawca kilku pokoleń młodych adeptów tej dyscypliny sportu w Wojskowym Klubie Sportowym Czarni Radom, a następnie ratowników, którzy zasilili szeregi radomskiego Wodnego Ochotniczego Pogotowia Ratunkowego, którego był współorganizatorem. Po ukończeniu w 1978 roku Akademii Wychowania Fizycznego w Warszawie zajmował się przygotowaniem motorycznym oraz odnową biologiczną piłkarzy Radomiaka Radom. Od lat dobry duch drużyny mający niekwestionowane zasługi w przygotowaniu mentalnym zawodników, nazwany przez nich „trenerem dusz”.